# Santos Football Club (Kingston)
Il Santos Football Club è una società di calcio giamaicana, con sede a Kingston.

## Storia
La squadra venne fondata nel 1964 e deve il suo nome al club brasiliano del Santos, ove all'epoca militava l'icona del calcio mondiale Pelé. La squadra dalla fondazione del campionato giamaicano vinse i primi quattro tornei dal 1974 al 1977 sotto la guida di Winston Chung-Fah; il quinto e ultimo titolo della squadra fu vinto nel 1980. Nella stagione 1982-1983 giunse invece al secondo posto, dietro il Tivoli Gardens e, questo sarà l'ultimo risultato di rilievo raggiunto dalla squadra.
La squadra ha inoltre partecipato a tre edizioni della Coppa Campioni CONCACAF, 1970, 1975 e 1979, senza però mai riuscire a superare la fase eliminatoria caraibica.

## Allenatori
- 1974-1977  Winston Chung-Fah[2]

## Palmarès

### Competizioni nazionali
- Campionato giamaicano di calcio: 5

1973-1974, 1974-1975, 1975-1976, 1976-1977, 1979-1980